# Nikodem Wolski
Nikodem Wolski (ur. 13 września 1944 w Szeremetowie koło Żytomierza, obecnie na Ukrainie) – polski prawnik i samorządowiec, radca prawny i notariusz, w latach 1990–1992 prezydent Gorzowa Wielkopolskiego.

## Życiorys
Absolwent Wydziału Prawa i Administracji Uniwersytetu im. Adama Mickiewicza. Uzyskał uprawnienia radcy prawnego, pracował m.in. w Gorzowskiej Spółdzielni Mieszkaniowej. Mieszkał w Dębnie Lubuskim, a od lat 80. w Gorzowie. W latach 80. działał w NSZZ „Solidarność”, tworzył jego struktury w Myśliborzu.
W 1990 wybrany radnym Gorzowa Wielkopolskiego z listy Chrześcijańsko-Demokratycznego Stronnictwa Pracy. Od 20 czerwca 1990 do 8 kwietnia 1992 zajmował stanowisko prezydenta miasta z rekomendacji Komitetu Obywatelskiego „Solidarność”, zrezygnował z niej pod wpływem krytyki. Później od 1993 do 1994 był prezesem Przedsiębiorstwa Wodociągów i Kanalizacji w tym mieście. Następnie w 1995 rozpoczął prowadzenie kancelarii notarialnej w Kostrzynie nad Odrą. W 2014 kandydował do sejmiku lubuskiego z listy Prawa i Sprawiedliwości.